# 夢千代館
湯村温泉博覧館 夢千代館（ゆむらおんせんはくらんかん ゆめちよかん）は、兵庫県美方郡新温泉町の湯村温泉郷にある博物館。

## 概要
2004年11月に開館した。「ぬくもりを求めて」をテーマとする。
館内では、1981年と1982年に放送された湯村温泉を舞台にしたNHKドラマ『夢千代日記』の時代である、昭和20年代 - 30年代の湯村温泉が再現されている。

## 施設
- 「『夢千代日記』ゾーン」
- 「夢千代体験ゾーン」
- 「昭和の湯村再現ゾーン」
- 「夢千代日記物語コーナー」
- 「湯村博覧資料館 湯村温泉再現コーナー」

## 建築概要
- 用途 - 旧みなと銀行湯村支店
- 規模 - 地上3階建
- 延床面積 - 550m2

## 利用情報
- 開館時間 - 9時 - 18時
- 休館日 - なし

## ギャラリー

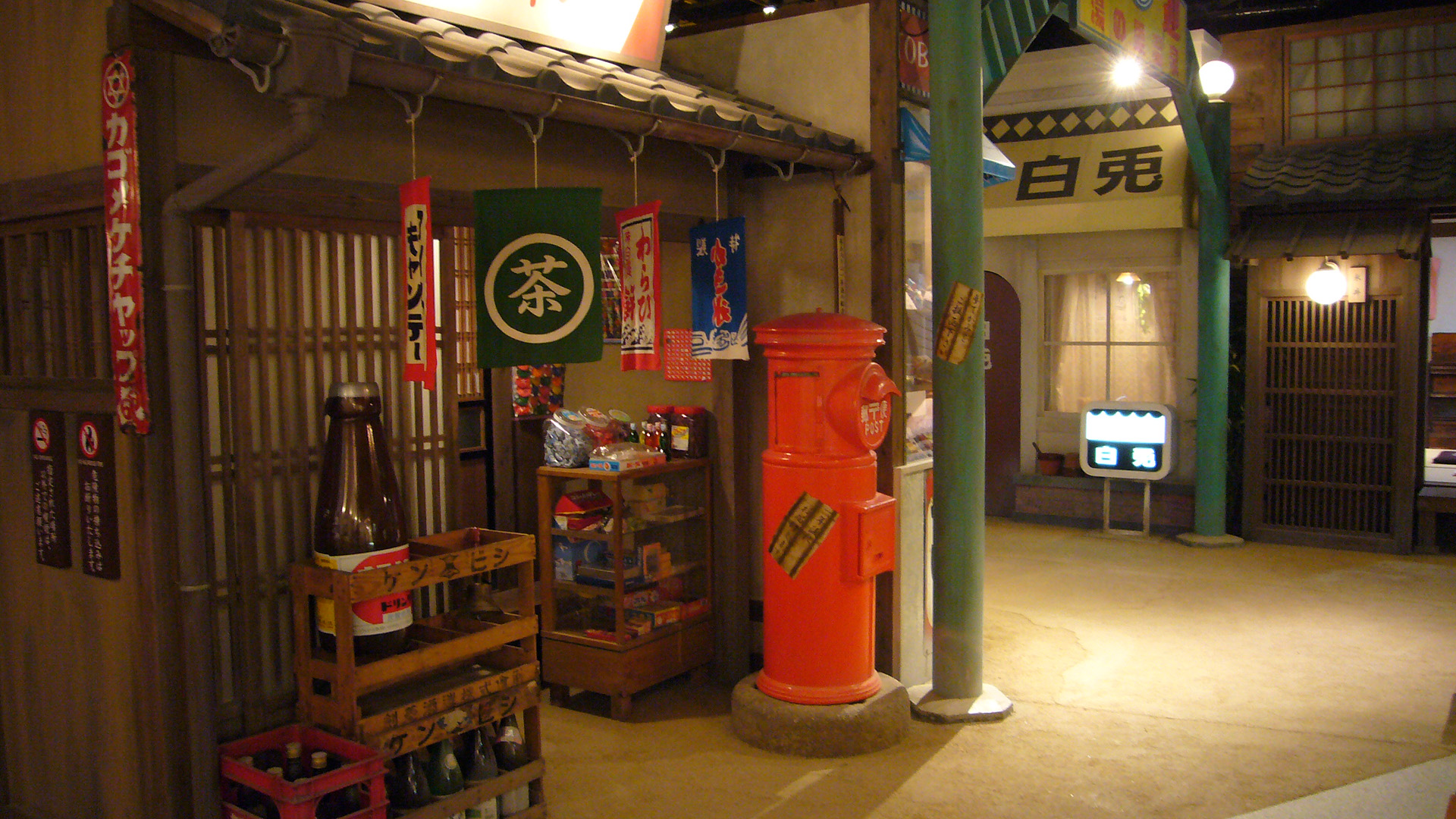
1階
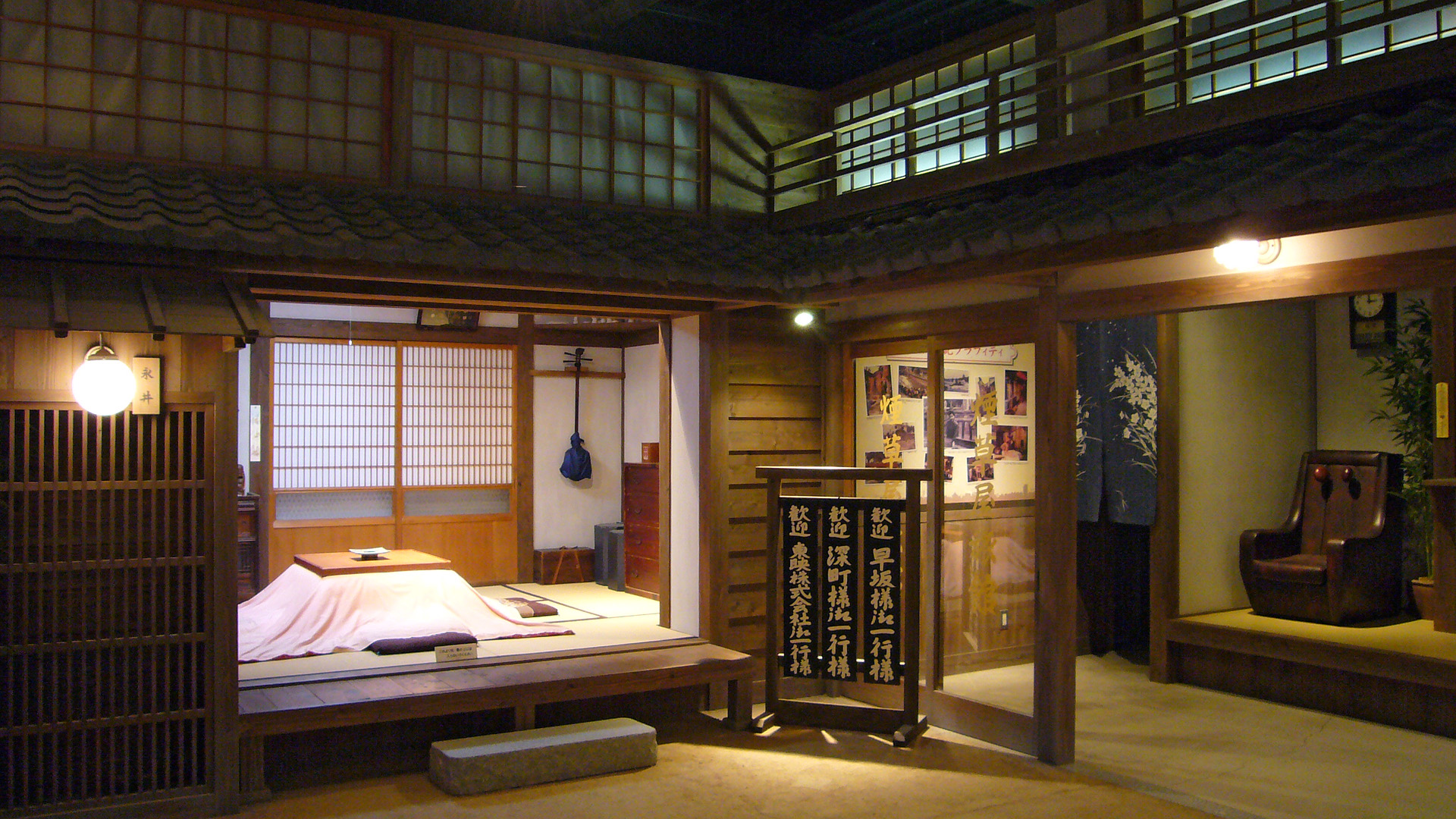
1階
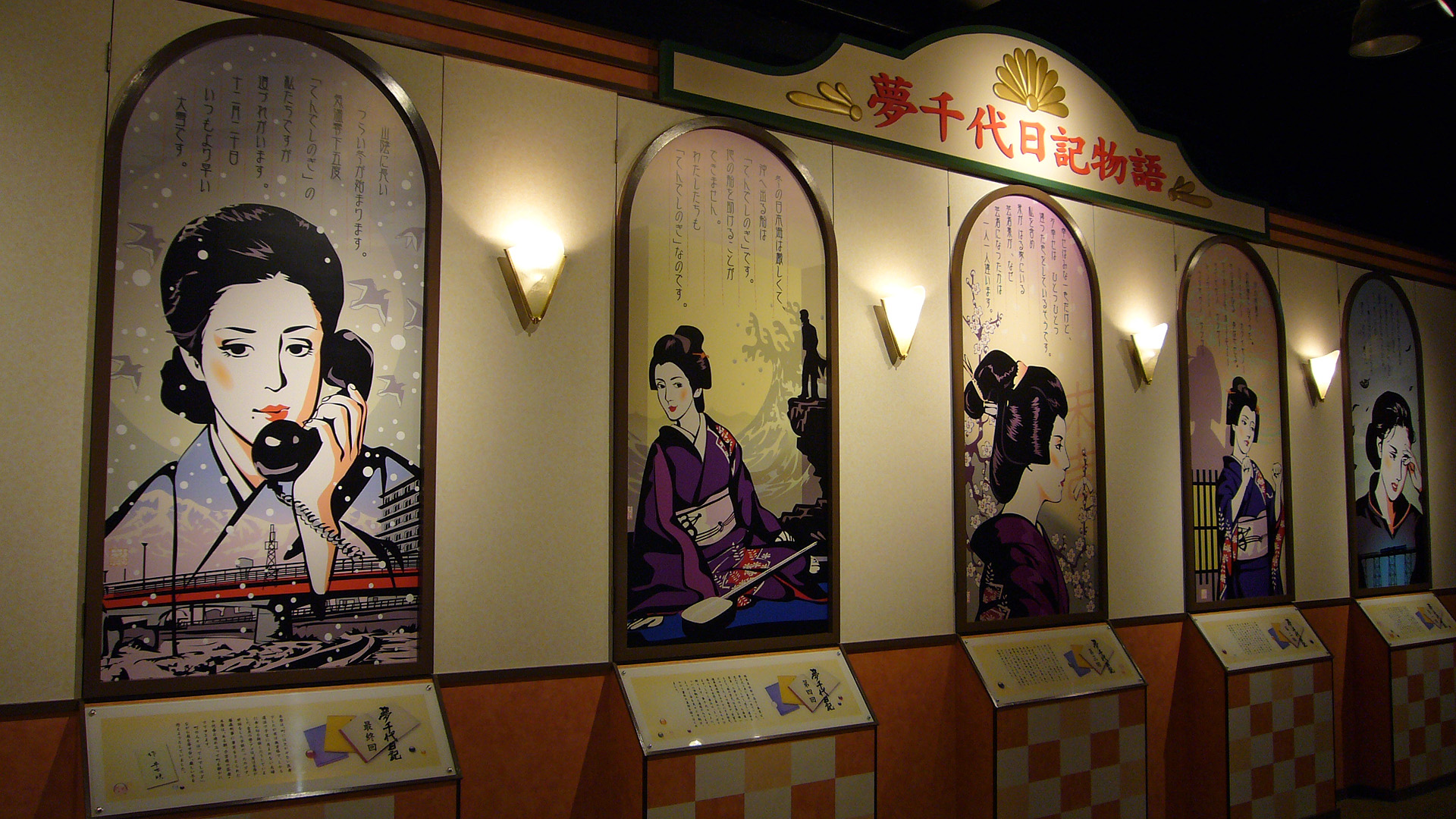
1階
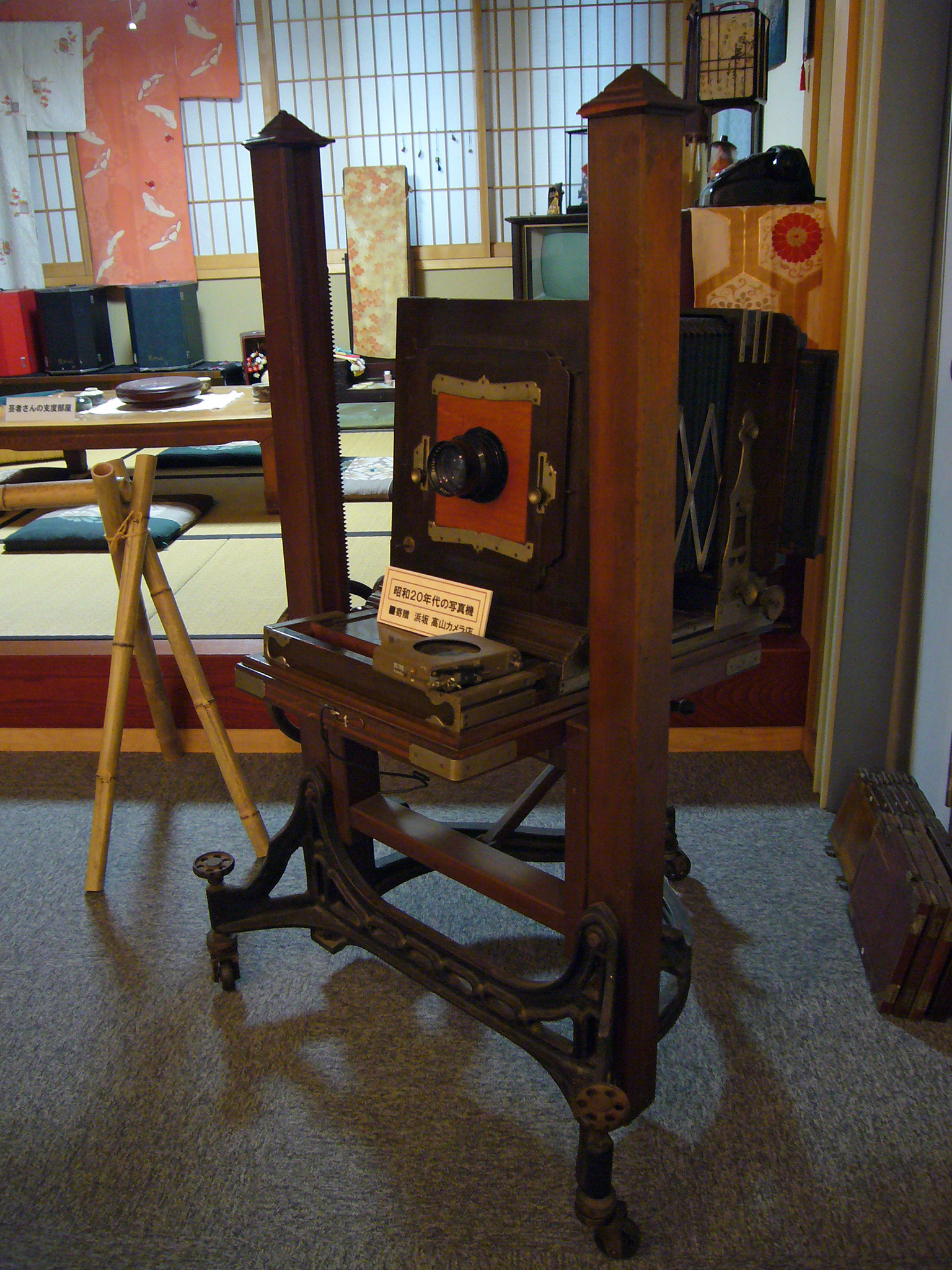
2階
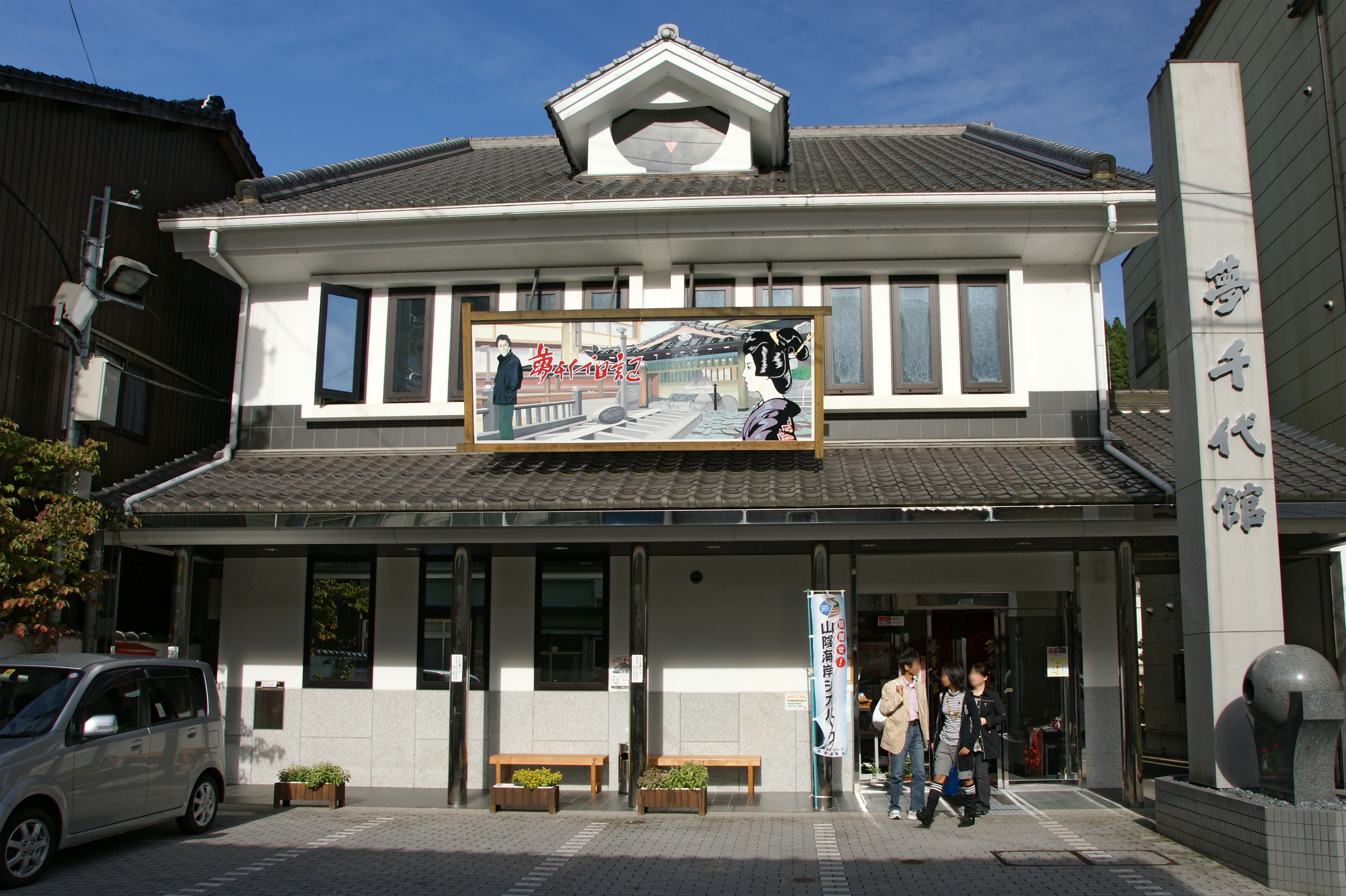
正面
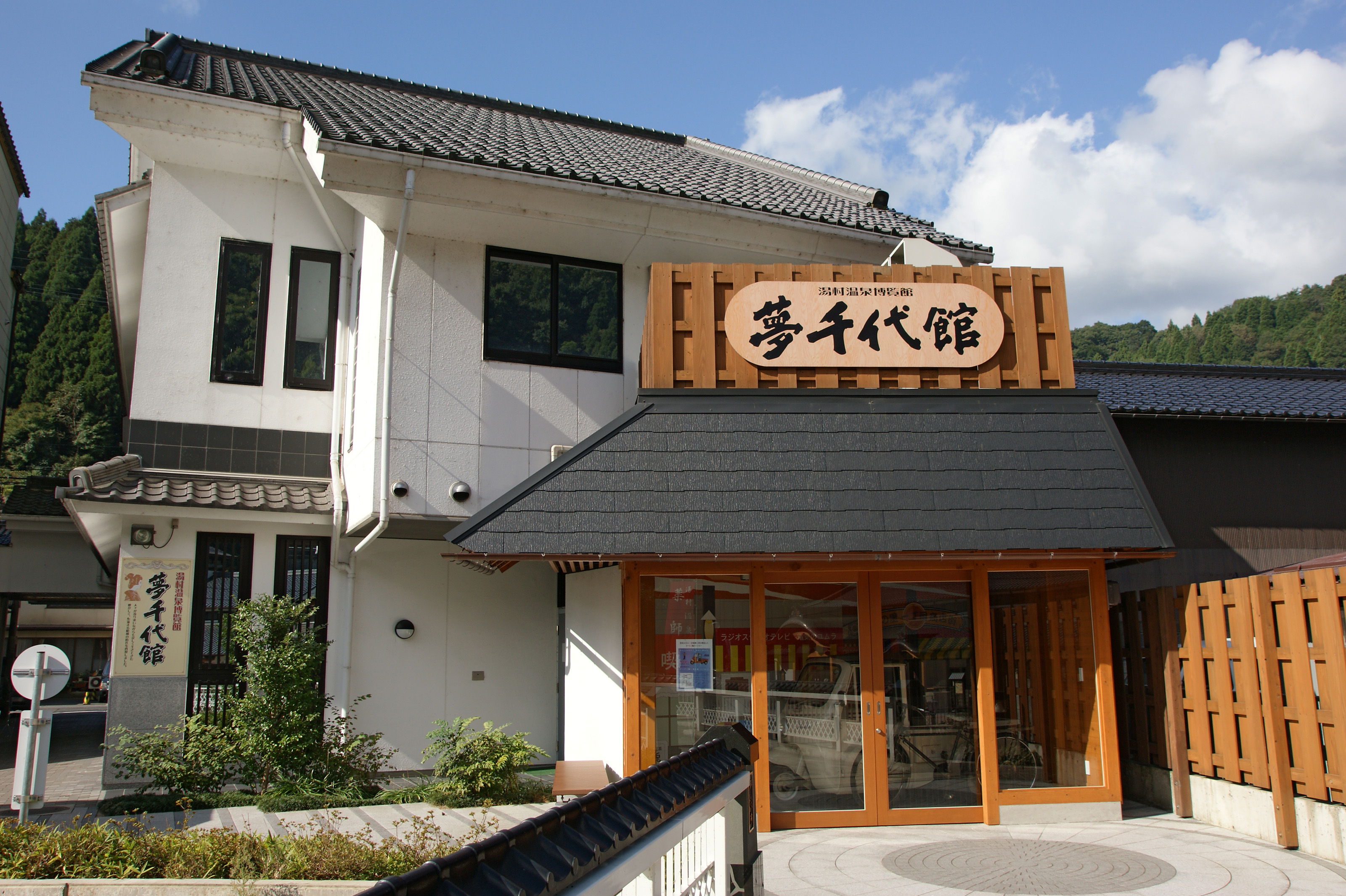
裏手（春来川側）

## 交通アクセス
- 全但バス「湯村温泉」バス停から徒歩8分